# إدارة السياحة الدولية
إدارة السياحة هو تَخَصُّـصٌ دِراسي جامعيٌ يعنى بدراسة مبادئ الإدارة والأعمال مع تغطيته لمجموعة من المواضيع المرتبطة بالسياحة كالضيافة والفعاليات والترفيه، كما يهتم التخصص بالجوانب الاجتماعية والثقافية للدول محل الدراسة.

## ماهي وظيفة الإدارة الدولية؟
من وظائـِف الإدارة الدولية هي المحافظة على عملية التعامل متعدد الجنسيات مع البلدان المختـَلِفة وتطويرها، والتي يجب أن يكون المـُدير فيها على مستوى عالٍ من الكفاءة والمهارةِ والخـِبرة لإدارة ومعالجة العمليات عبر الثقافات المُختـَلفة.

## السياحـَة
السياحة هي نشاط السفر بهدف الترفيه، وتوفير الخدمات المتعلقة لهذا النشاط. والسائح هو ذلك الشخص الذي يقوم بالانتقال لغرض السياحة لمسافة ثمانين كيلومترا على الأقل من منزله. وذلك حسب تعريف منظمة السياحة العالمية (التابعة لهيئة الأمم المتحدة).

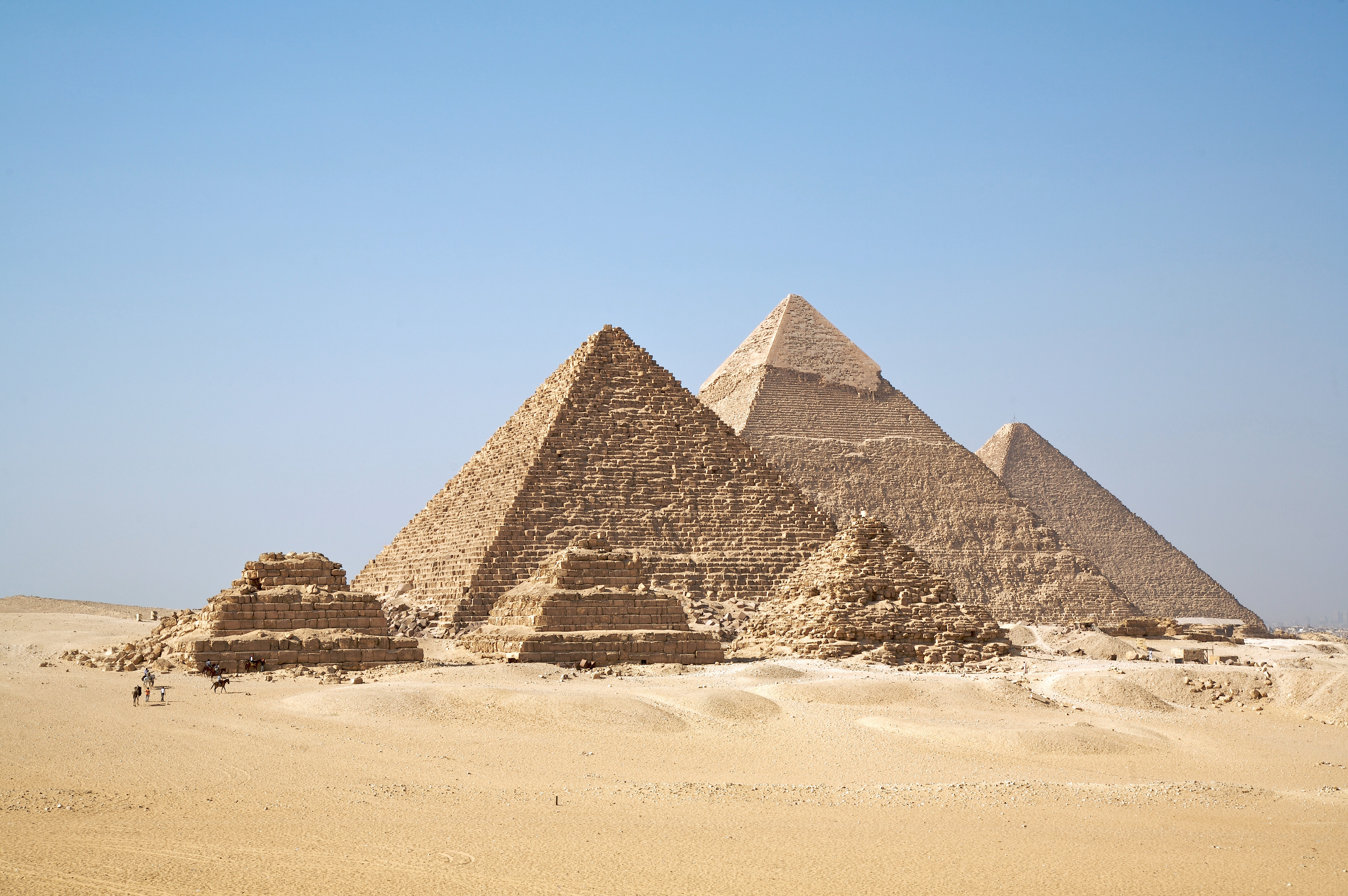
أهرامات الجيزة ،أهم وأشهر المناطق السياحية في العالم

## إحصائيات السياحة العالمية

### الدول السياحية الأكثر زيارة
تعتبر السياحة واحدة من أكبر الصناعات على مستوى العالم، وتعرف بأنها صناعة خدمات، ويمثل اقتصاد السياحة مانسبته 10.4% من الاقتصاد العالمي. حسب المجلس العالمي للسياحة والسفر WTTC فإن صناعة السياحة والسفر ساهمت في عام 2018 بما مقداره 8.8 تريليون دولار أمريكي وما يزيد عن 319 مليون وظيفة حول العالم. وتستحوذ أوروبا على نصيب الأسد من السياحة العالمية بواقع 670 مليون سائح تليها قارة
| الترتيب | الدولة           | UNWTO منطقة السوق | أعداد السيّاح الزائرين (2007) | أعداد السيّاح الزائرين (2006) | أعداد السياح الزائرين لعام |
| ------- | ---------------- | ----------------- | ---------------------------- | ---------------------------- | -------------------------- |
| 1       | فرنسا            | أوروبا            | 81.9 مليون                   | 79.1 مليون                   |                            |
| 2       | إسبانيا          | أوروبا            | 59.2 مليون                   | 58.5 مليون                   |                            |
| 3       | الولايات المتحدة | أمريكا الشمالية   | 56.0 مليون                   | 51.1 مليون                   |                            |
| 4       | الصين            | آسيا              | 54.7 مليون                   | 49.6 مليون                   |                            |
| 5       | إيطاليا          | أوروبا            | 43.7 مليون                   | 41.1 مليون                   |                            |
| 6       | المملكة المتحدة  | أوروبا            | 30.7 مليون                   | 30.1 مليون                   |                            |
| 7       | ألمانيا          | أوروبا            | 24.4 مليون                   | 23.6 مليون                   |                            |
| 8       | أوكرانيا         | أوروبا            | 23.1 مليون                   | 18.9 مليون                   |                            |
| 9       | تركيا            | أوروبا            | 22.2 مليون                   | 40 مليون                     |                            |
| 10      | المكسيك          | أمريكا الشمالية   | 21.4 مليون                   | 21.4 مليون                   |                            |

### مدخولات السياحة العالمية
| الترتيب | الدولة           | UNWTO منطقة السوق | المدخولات السياحيّة العالمية (2007) | المدخولات السياحيّة العالمية (2006) |
| ------- | ---------------- | ----------------- | ---------------------------------- | ---------------------------------- |
| 1       | الولايات المتحدة | أمريكا الشمالية   | $96.7 مليار                        | $85.7 مليار                        |
| 2       | إسبانيا          | أوروبا            | $57.8 مليار                        | $51.1 مليار                        |
| 3       | فرنسا            | أوروبا            | $54.2 مليار                        | $46.3 مليار                        |
| 4       | إيطاليا          | أوروبا            | $42.7 مليار                        | $38.1 مليار                        |
| 5       | الصين            | آسيا              | $41.9 مليار                        | $33,9 مليار                        |
| 6       | المملكة المتحدة  | أوروبا            | $37.6 مليار                        | $33.7 مليار                        |
| 7       | ألمانيا          | أوروبا            | $36.0 مليار                        | $32.8 مليار                        |
| 8       | أستراليا         | أوقانيسيا         | $22.2 مليار                        | $17.8 مليار                        |
| 9       | النمسا           | أوروبا            | $18.9 مليار                        | $16.6 مليار                        |
| 10      | تركيا            | آسيا              | $18.5 مليار                        | $16.9 مليار                        |

### مصاريف السياحة العالمية
| الترتيب | الدولة           | UNWTO منطقة السوق | النفقات السياحيّة الدوليّة (2007) | النفقات السياحيّة الدوليّة (2006) |
| ------- | ---------------- | ----------------- | ------------------------------- | ------------------------------- |
| 1       | ألمانيا          | أوروبا            | $82.9 مليار                     | $73.9 مليار                     |
| 2       | الولايات المتحدة | أمريكا الشمالية   | $76.2 مليار                     | $72.1 مليار                     |
| 3       | المملكة المتحدة  | أوروبا            | $72.3 مليار                     | $63.1 مليار                     |
| 4       | فرنسا            | أوروبا            | $36.7 مليار                     | $31.2 مليار                     |
| 5       | الصين            | آسيا              | $29.8 مليار                     | $24.3 مليار                     |
| 6       | إيطاليا          | أوروبا            | $27.3 مليار                     | $23.1 مليار                     |
| 7       | اليابان          | اساي              | $26.5 مليار                     | $26.9 مليار                     |
| 8       | كندا             | أمريكا الشمالية   | $24.8 مليار                     | $20.5 مليار                     |
| 9       | روسيا            | أوروبا            | $22.3 مليار                     | $18.2 مليار                     |
| 10      | كوريا الجنوبية   | آسيا              | $20.9 مليار                     | $18.9 مليار                     |

### أشهر المعالم السياحية
| أشهر المعالم السياحية في عام 2007 |                           |                |                  |                      |
| الترتيب العالمي                   | المعلم السياحي            | المدينة        | الدولة           | عدد الزوار بالملايين |
| 1                                 | ميدان التايمز             | نيويورك        | الولايات المتحدة | 35                   |
| 2                                 | المنتزه القومي            | واشنطن العاصمة | الولايات المتحدة | 25                   |
| 3                                 | منتجع والت ديزني          | أورلاندو       | الولايات المتحدة | 16.6                 |
| 4                                 | ساحة ترافلجار             | لندن           | المملكة المتحدة  | 15                   |
| 5                                 | ديزني لاند                | كاليفورنيا     | الولايات المتحدة | 14.7                 |
| 6                                 | شلالات نياجارا            | أونتاريو       | كندا             | 14                   |
| 7                                 | جسر البوابة الذهبية       | سان فرانسيسكو  | الولايات المتحدة | 13                   |
| 8                                 | ديزني لاند طوكيو          | طوكيو          | اليابان          | 12.9                 |
| 9                                 | كاتدرائية نوتردام دو باري | باريس          | فرنسا            | 12                   |
| 10                                | يورو ديزني                | باريس          | فرنسا            | 10.6                 |
| معالم سياحية أخرى مشهورة          |                           |                |                  |                      |
| 11                                | سور الصين العظيم          | بادلينغ        | الصين            | 10                   |
| 18                                | برج أيفل                  | باريس          | فرنسا            | 6.7                  |
| 31                                | الوادي الكبير             | أريزونا        | الولايات المتحدة | 4.4                  |
| 36                                | تمثال الحرية              | نيويورك        | الولايات المتحدة | 4.24                 |
| 37                                | الفاتيكان                 | روما           | إيطاليا          | 4.2                  |
| 39                                | الكولوسيوم                | روما           | إيطاليا          | 4                    |
| 47                                | إهرامات الجيزة            | القاهرة        | مصر              | 3                    |
| 50                                | تاج محل                   | أغرة           | الهند            | 2.4                  |

### أكثر المدن السياحية

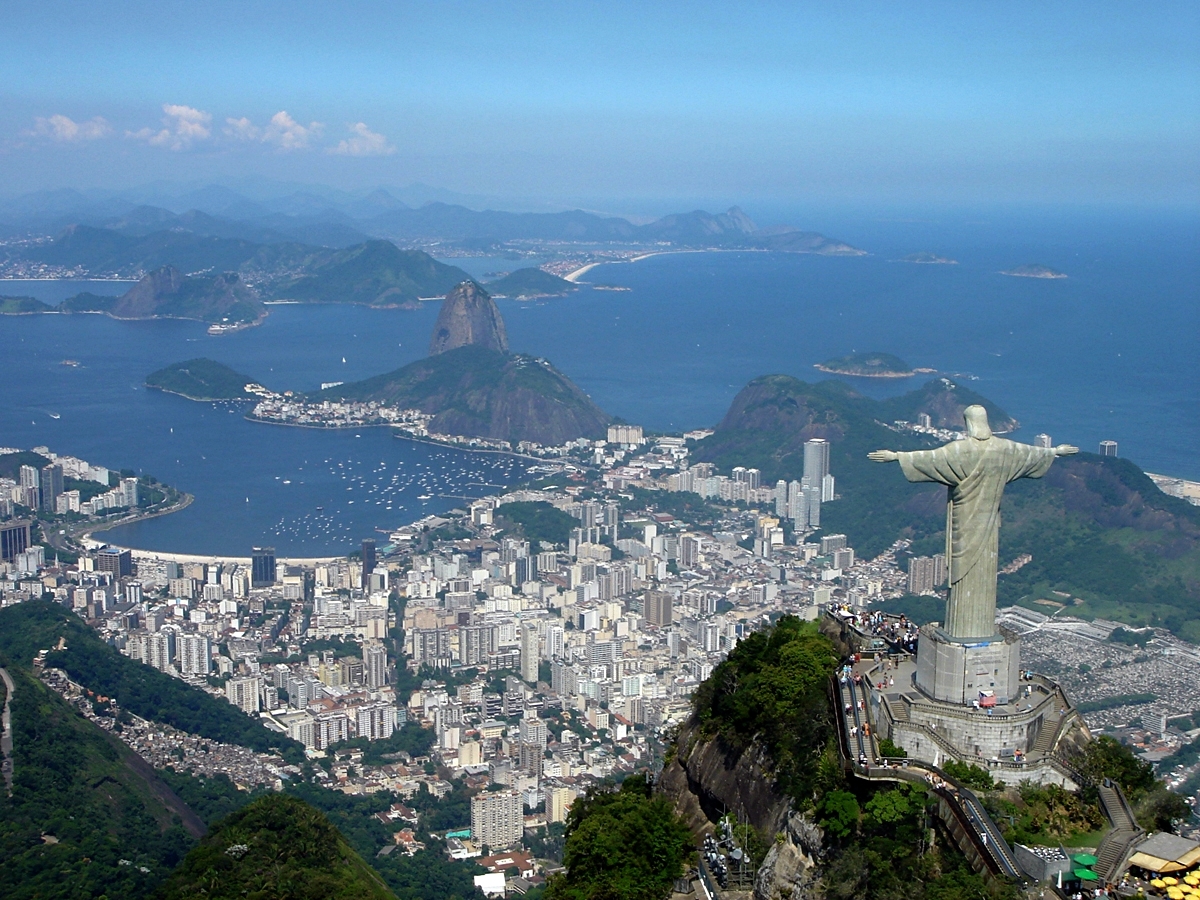
ريو دي جنيرو, أشهر مدينة في البرازيل

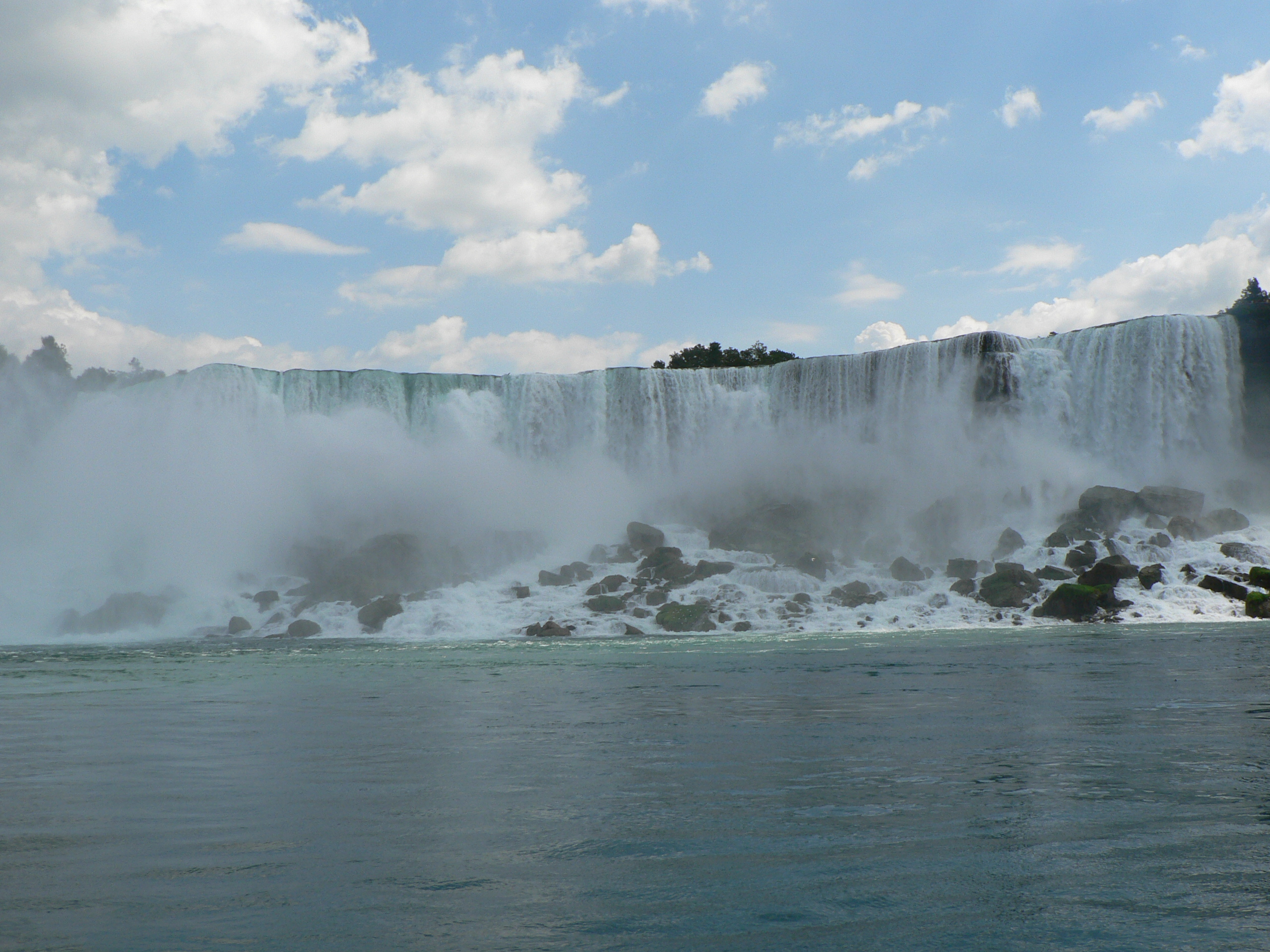
شلالات نياقرا كندا

| Top 10 most visited cities by estimated number of international visitors by selected year |                          |                              |                                       |
| المدينة                                                                                   | الدولة                   | الزوار العالميين (بالملايين) | العام/ملاحظات                         |
| باريس                                                                                     | فرنسا                    | 14.8                         | 2009 (Excluding extra-muros visitors) |
| لندن                                                                                      | المملكة المتحدة          | 14.1                         | 2009                                  |
| سنغافورة                                                                                  | سنغافورة                 | 9.7                          | 2009                                  |
| كوالا لمبور                                                                               | ماليزيا                  | 9.11                         | 2009                                  |
| هونغ كونغ                                                                                 | الصين                    | 8.95                         | 2009                                  |
| نيويورك                                                                                   | الولايات المتحدة         | 8.7                          | 2009                                  |
| بانكوك                                                                                    | تايلاند                  | 8.45                         | 2009                                  |
| إسطنبول                                                                                   | تركيا                    | 7.51                         | 2009                                  |
| دبي                                                                                       | الإمارات العربية المتحدة | 6.81                         | 2009                                  |
| شنغهاي                                                                                    | الصين                    | 6.29                         | 2009                                  |

## أنواع السياحة
- سياحة المغامرات: والاطلاع على الغرائب ومراقبة السكان وعاداتهم، مثل تسلق الجبال كجبال الأطلس، ركوب الأمواج وكذالك التزلج برمال صحراء الربع الخالي الذهبية وبالرمال الحمراء بصحراء النفود بالمملكة العربية السعودية.
- السياحة الترفيهية: وهي السفر إلى الوجهات السياحية المعروفة على مستوى العالم.
- السياحة الدينية: السفر بهدف زيارة الأماكن المقدسة مثل مكة والمدينة والفاتيكان.
- السياحة الثقافية: والهدف زيارة الأماكن الثقافية مثل فاس، تدمر ولاهور.

### التطوات الحديثة
لم تعد صناعة السياحة كما كانت منذ سنوات..تشعبت فروعها وتداخلت وأصبحت تدخل في معظم مجالات الحياة اليومية..لم تعد السياحة ذلك الشخص الذي يحمل حقيبة صغيرة ويسافر إلى بلد ما ليقضي عدة ليال في أحد الفنادق ويتجول بين معالم البلد الأثرية..تغير الحال وتبدل وتخطت السياحة تلك الحدود الضيقة لتدخل بقوة إلى كل مكان لتؤثر فيه وتتأثر به. ومن الأنواع الحديثة:
- السياحة العلاجية: السفر بهدف العلاج والاستجمام في المنتجعات الصحية في مختلف بقاع العالم كما في الهند على سبيل المثال.
- السياحة البيئية: السفر بهدف زيارة المحميات الطبيعية مثل المحميات الطبيعية في أفريقيا.
- السياحة البحرية: وهي منتشرة بشكل كبير في الوطن العربي، في أكادير، شرم الشيخ، اللاذقية، العقبة والإسكندرية.
- سياحة المؤتمرات: وهي الأنشطة السياحية المصاحبة لحضور المؤتمرات العالمية وهي تكون بالعواصم المختلفة حول العالم.
- سياحة التسوق:وهي السفر من أجل التسوق من الدول التي تتميز بوفرة في مجمعات الشراء وجودة الأسعار ومنها دبي ولندن وباريس وميلانو وفرانكفورت وبرلين فهي وجهات للتسوق.
- السياحة الرياضية بأنواعها

## النمو
هذا التنوع هو نتاج تطور صناعة السياحة ونتاج زحفها إلى مقدمة القطاعات الاقتصادية في العالم..فقد تمكنت السياحة من تجاوز كل الأزمات وأثبتت التجارب أنها صناعة لا تنضب ولا تندثر بل تنمو عاما بعد عام رغم كل الأحداث المؤسفة التي قد تمر بها..فالسياحة هي صناعة مرتبطة بالرغبة الإنسانية في المعرفة وتخطي الحدود..لقد توقع البعض منذ سنوات أن تقل حركة السياحة مع تطور الإعلام وظهور شبكة الإنترنت التي تعج بالمعلومات والصور والبيانات..ولكن السنوات أثبتت أن السياحة ستظل أكثر الصناعات نموا وأكثرها رسوخا..ورغم دخول دول كثيرة في الفترة الأخيرة إلى سوق السفر والسياحة إلا أن السوق يستطيع استيعاب العالم كله..فهي صناعة العالم من العالم وإلى العالم..والأكثر تطورا وتفهما وتفتحا هو الذي يستطيع أن يأخذ منها قدر ما يريد.

## معرض الصور

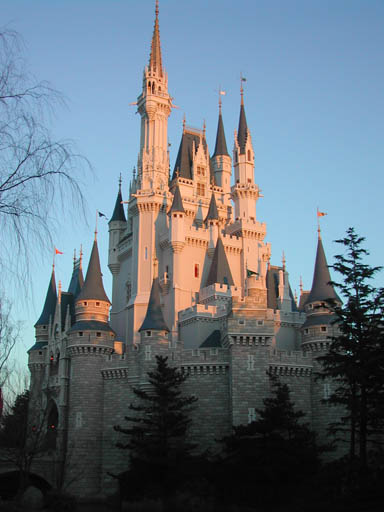
مدينة ديزني لاند، طوكيو، اليابان، أحد أشهر المعالم السياحية في العالم
تمثال الحرية، أحد أشهر المعالم السياحية في العالم
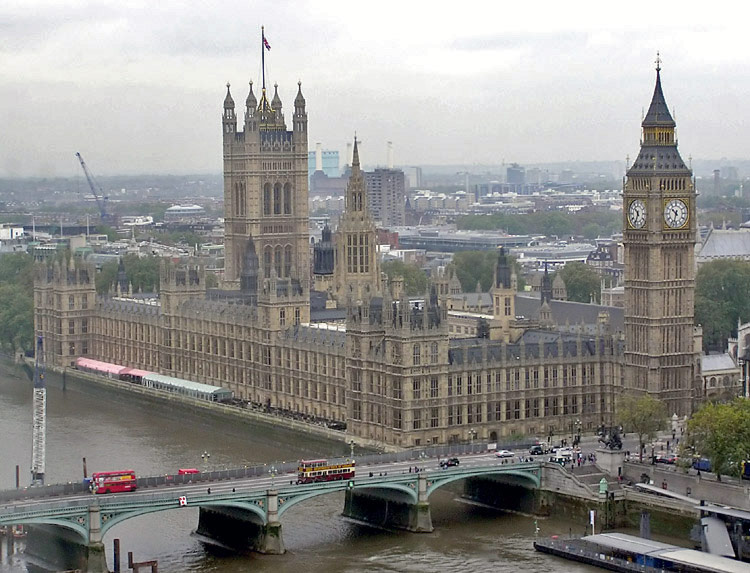
لندن، أكثر المدن زيارة في عام 2006
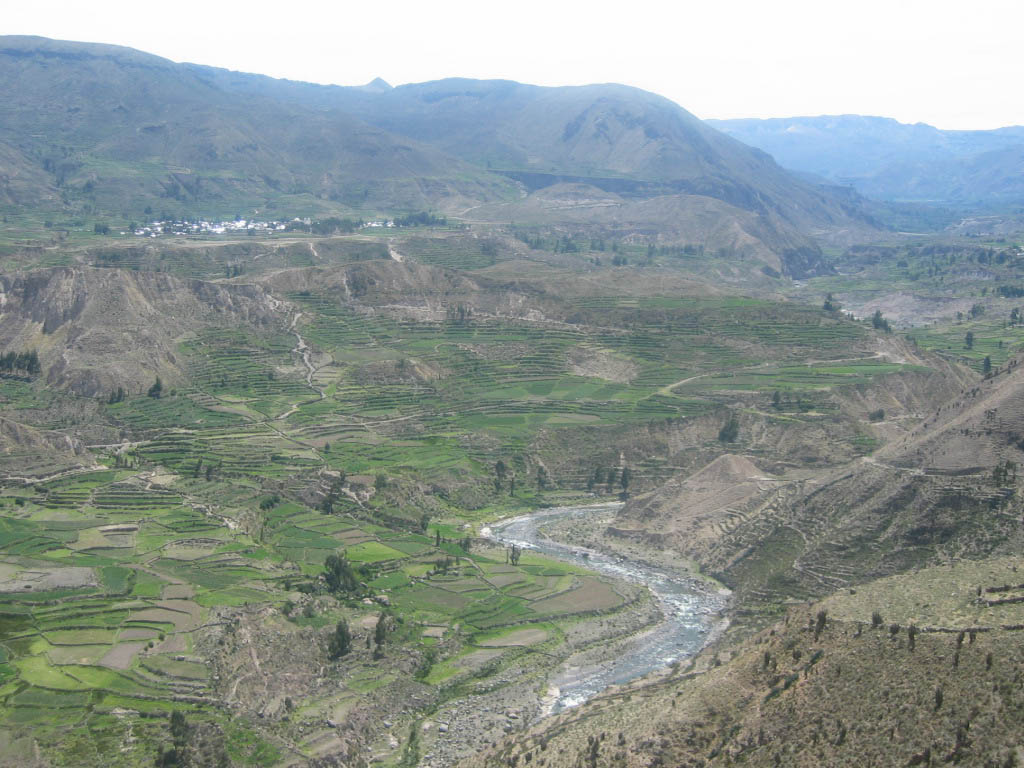
كولكا كانيون، البيرو
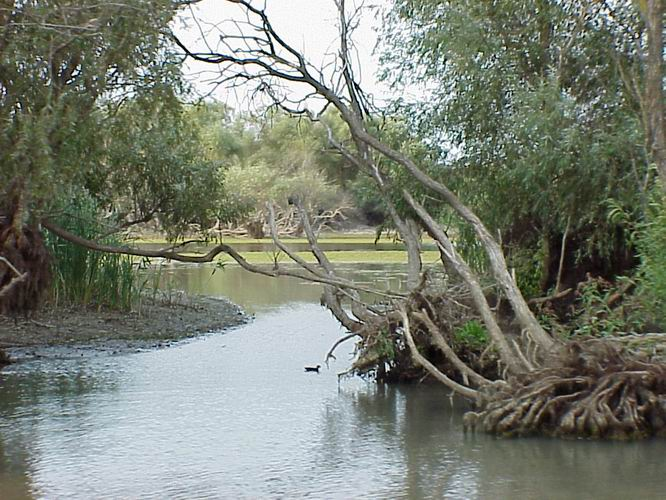
دلتا الدانوب، رومانيا
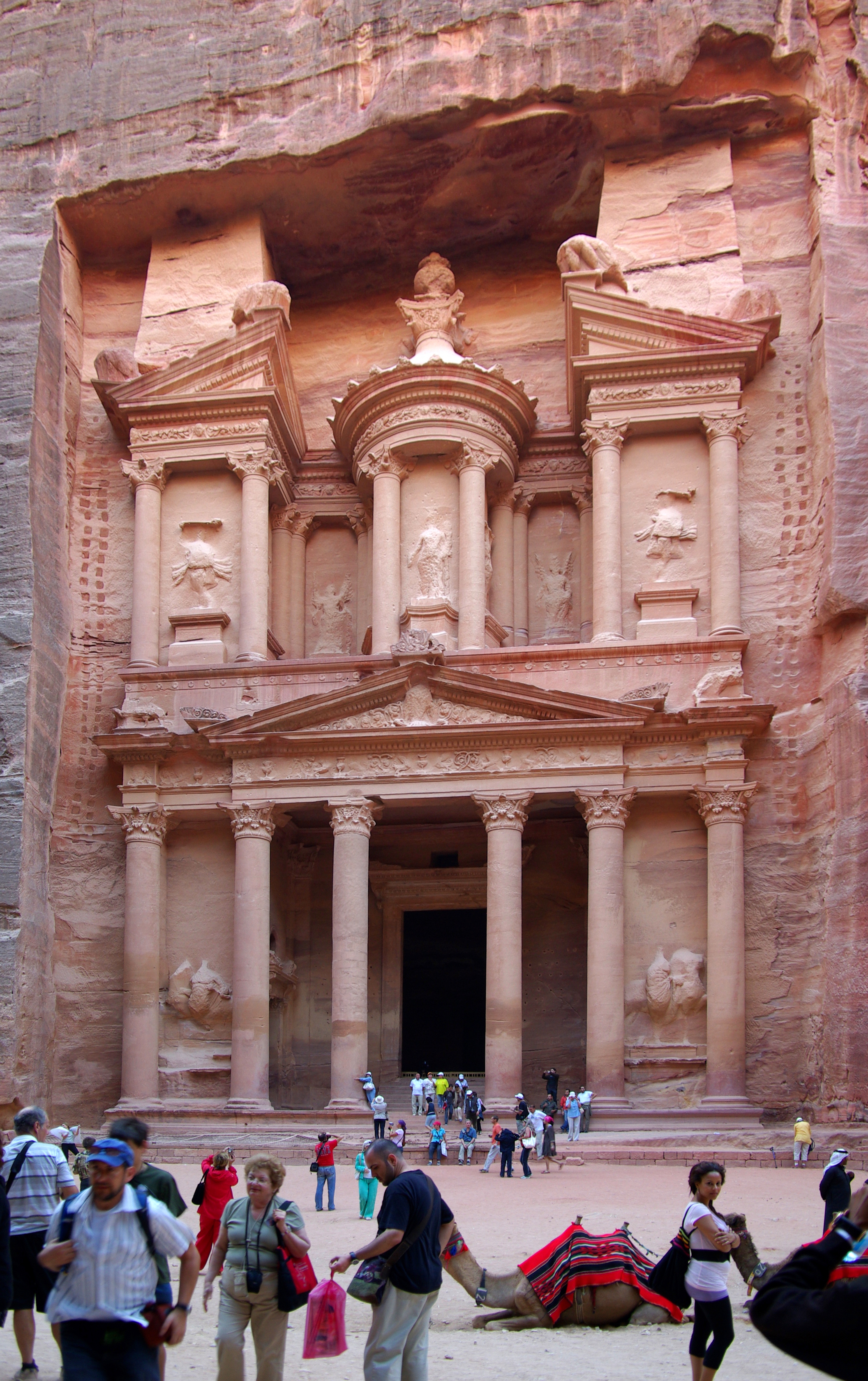
البتراء، الأردن
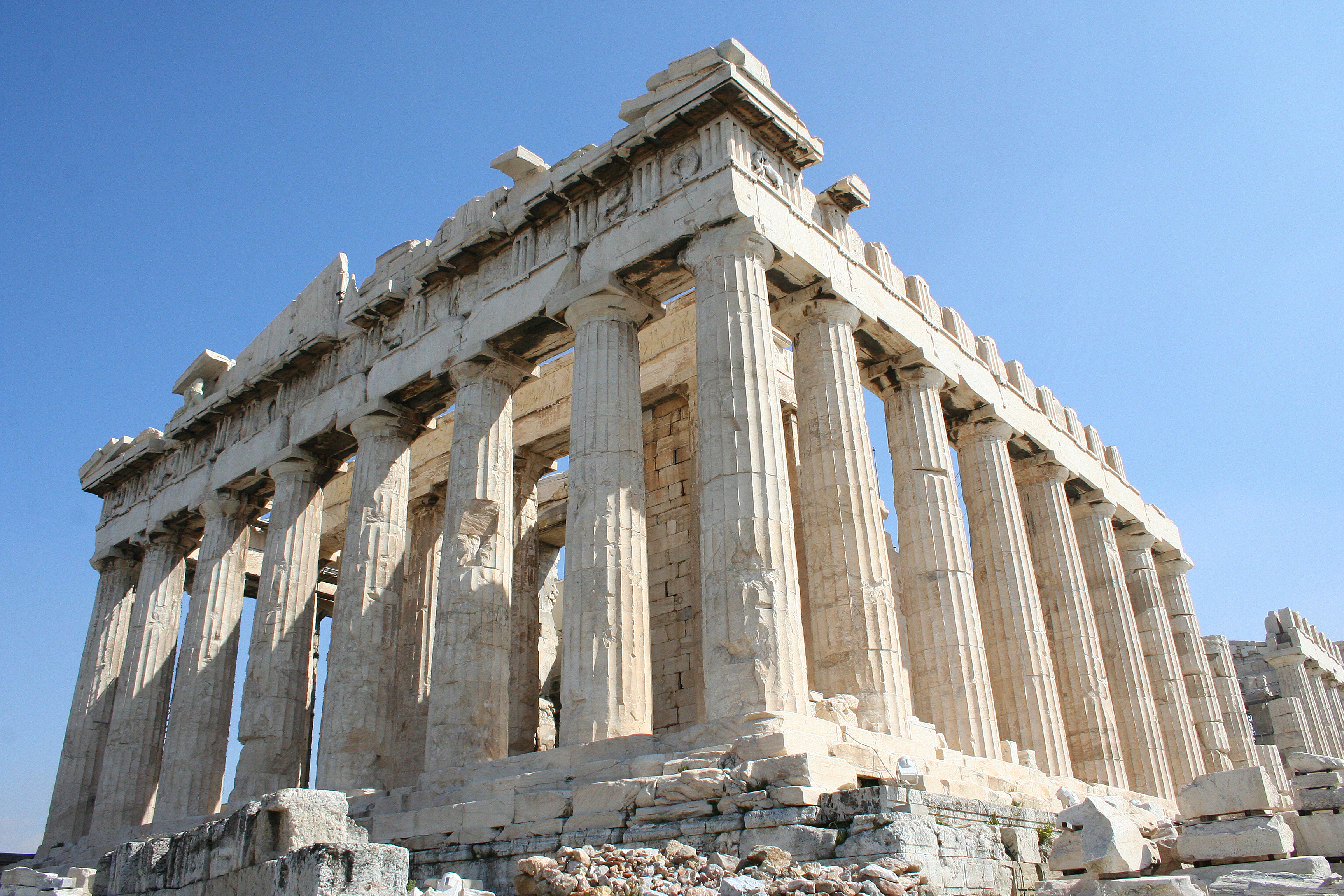
بارثينون، أثينا، اليونان أشهر موقع أثري في أوروبا

## اللّغات التي يَحتاجُها دارِسوا التخصُّصَات السياحية
يـَحتاجُ دارسوا التخصصات السياحية بأنواعها المـُختلِفة للتعامُل مع السُّوّاح بلغاتٍ مختلفة، ويتمُّ تركيز السائحين والمسوحيـنَ غالباً على لغة البـَلد نفسه بالإضافة إلى اللغة الإنكليزية لكن لا تكونَ اللغة الإنكليزية فعالة دائماً حيث أن هـُناك دُول لا تفرِض للغة الإنكليزية أيّ اعتبار أو تكون معتبرةً بصورة ضئيلة ومن هذهِ الدّول : تركيا والصين والمملكة العربية السعودية واليمـَن وليبيا. أيضاً تدخُل في القائمة دُوَل المغرِب العربي تونُس والجزائـِر والمغرِب وذلِكَ لطُغيان الفرنسية كلغة التعامُل الأجنبي.
وقد وضعنا هنا قائمة باللغات التي لها مكانةً فعالة في مجالات السياحة.
اللغة العربية لدُول المشرق العربي ودُول المغرب العربي ومـِصر والسودان.
اللغة الإنكليزية للدُول المتحدثة باللغة الإنكليزية رسمياً وأورُبّا والعديد من الدُول الأفريقية والهـِند.
اللغة الفرنسية فرنسا ودُول النمسا وسويسرا وبلجيكا وبعض المستعمرات الفرنسية السابقة في أفريقيا.
اللغة الإسبانية لإسبانيا ودُول أمريكا الجنوبية والمكسيك
اللغة الصينية دُول مـِنطقة الصـّين الطبيعية : الصين، تايوان، هونغ كونغ
اللغة التُركية في تُركيا

## جامعات عربية تُدرّس التخصصات السياحية
كـُلّية السياحة والآثار فيجامعة الملك سعود بالرياض.
كلية السياحة بجامعة البعث في سوريا
كُلية السياحة والفندقـَة بالمدينة المنورة.
كلية السياحة والفنادق في جامعة الإسكندرية
قـِسم السياحة والآثار في كـُلية مؤتة بالأردُن
كلية السياحة والفنادق جامعة الفيوم بـِمصر
جامعة البحرين تخصص السياحة

## وصلات خارجية
- Economic Research: Economic Impact of Travel and Tourism. Travel Industry Association of America. 2004.
- Promoting Tourism in Rural America. USDA, National Agricultural Library, Rural Information Center. 2004.
- Rural Tourism. USDA, Cooperative State Research, Education and Extension Service.
- Rural Tourism Resources USDA, National Agricultural Library, Rural Information Center.
- Tourism: OECD Centre for Entrepreneurship, SMEs and Local Development A valuable resource for statistics and information on international trends in tourism and tourism policies.
- Been To tourism blogging society.
- Travel and Tourism: An Overlooked Industry in the U.S. and Tenth District بي دي إف  (595 KB). By Chad Wilkerson. Economic Review, Third Quarter 2003. Federal Reserve Board in Kansas.